# Episodi di Ghost Wars
La prima e unica stagione della serie televisiva Ghost Wars è stata trasmessa negli Stati Uniti da Syfy dal 5 ottobre 2017 al 4 gennaio 2018.
In Italia la stagione è stata pubblicata in streaming da Netflix il 2 marzo 2018.
| Nº | Titolo originale                   | Titolo italiano                      | Prima TV USA     | Pubblicazione Italia |
| -- | ---------------------------------- | ------------------------------------ | ---------------- | -------------------- |
| 1  | Death's Door                       | La porta della morte                 | 5 ottobre 2017   | 2 marzo 2018         |
| 2  | The Curse of Copperhead Rose       | La maledizione della Copperhead Rose | 12 ottobre 2017  | 2 marzo 2018         |
| 3  | The Ghost in the Machine           | Il fantasma della macchina           | 19 ottobre 2017  | 2 marzo 2018         |
| 4  | The Exorcism of Marcus Moon        | L'esorcismo di Marcus Moon           | 26 ottobre 2017  | 2 marzo 2018         |
| 5  | Whatever Happened to Maggie Rennie | Che è successo a Maggie Rennie       | 2 novembre 2017  | 2 marzo 2018         |
| 6  | We Need to Talk About Abigail      | Dobbiamo parlare di Abigail          | 9 novembre 2017  | 2 marzo 2018         |
| 7  | Whistle Past the Graveyard         | Fischi oltre il cimitero             | 16 novembre 2017 | 2 marzo 2018         |
| 8  | Two Graves                         | Due fosse                            | 30 novembre 2017 | 2 marzo 2018         |
| 9  | Post-Apocalypse Now                | Ora dopo l'apocalisse                | 7 dicembre 2017  | 2 marzo 2018         |
| 10 | The Pain Connection                | Uniti dal dolore                     | 14 dicembre 2017 | 2 marzo 2018         |
| 11 | The Feast                          | Il banchetto                         | 21 dicembre 2017 | 2 marzo 2018         |
| 12 | There's No More Room in Hell       | Non c'è più spazio all'inferno       | 28 dicembre 2017 | 2 marzo 2018         |
| 13 | ..My Soul to Keep                  | La mia anima da salvare              | 4 gennaio 2018   | 2 marzo 2018         |

## La porta della morte
- Titolo originale: Death's Door
- Diretto da: David Von Ancken
- Scritto da: Simon Barry

### Trama
Proprio quando il medium Roman Mercer si prepara a lasciare la piccola città di Port Moore, un terremoto colpisce l'isola dell'Alaska e risveglia una forza soprannaturale incline alla distruzione.

## La maledizione della Copperhead Rose
- Titolo originale: The Curse of Copperhead Rose
- Diretto da: Leslie Hope
- Scritto da: Damon Vignale

### Trama
Il contrabbandiere Billy naviga a Port Moore per ritrovare la sua città natale disturbata dagli eventi recenti, e, mentre si prepara distribuire la sua ultima spedizione, la sua amata barca e unica via di fuga viene sopraffatta da una presenza del suo passato.

## Il fantasma della macchina
- Titolo originale: The Ghost in the Machine
- Diretto da: Leslie Hope
- Scritto da: Simon Barry

### Trama
La scienziata e ricercatrice Landis Barker è chiamata a controllare una filiale della Lambda Technologies a Port Moore dopo che un test dell'acceleratore di particelle è andato storto.

## L'esorcismo di Marcus Moon
- Titolo originale: The Exorcism of Marcus Moon
- Diretto da: Kristin Lehman
- Scritto da: Karen Lam

### Trama
Mentre l'appartenenza alla chiesa prospera il reverendo Dan lenisce le ansie dei cittadini fin quando un ragazzo viene posseduto. Dan lotta con il pensiero di eseguire un esorcismo non autorizzato.

## Che è successo a Maggie Rennie
- Titolo originale: Whatever Happened to Maggie Rennie
- Diretto da: Michael Nankin
- Scritto da: Rachel Langer

### Trama
La città si appoggia al tenente e scettico tuttofare Doug, dopo che la struttura sociale di Port Moore inizia a crollare, fin quando la figlia morta di Doug convince Roman a consegnarli un messaggio portando il benessere di Doug a deteriorarsi rapidamente.

## Dobbiamo parlare di Abigail
- Titolo originale: We Need to Talk About Abigail
- Diretto da: Mathias Herndl
- Scritto da: Sonja Bennett

### Trama
Mentre Val organizza una forza di protezione civile per proteggere la città sua figlia Abigail scompare; Billy guida le ricerche per trovare la ragazza, impiegando le abilità mediane di Roman e chiunque sia disposto a mettere piede nella foresta alla periferia della città.

## Fischi oltre il cimitero
- Titolo originale: Whistle Past the Graveyard
- Diretto da: Mathias Herndl
- Scritto da: Dennis Heaton

### Trama
Un'interruzione di corrente manda Port Moore in tilt e in qualche modo rende i fantasmi più forti, spingendo Roman, Billy, Landis e Dan a spostarsi verso la diga per riprendere in mano la situazione, ma un segreto della città sepolto da lungo tempo minaccia di distruggere il gruppo.

## Due fosse
- Titolo originale: Two Graves
- Diretto da: Kristin Lehman
- Scritto da: Damon Vignale

### Trama
Con il suo corpo in condizioni critiche, lo spirito di Billy rimane intrappolato nel regno dei fantasmi; Roman persegue Dan, cercando le risposte sulla morte di sua madre.

## Ora dopo l'apocalisse
- Titolo originale: Post-Apocalypse Now
- Diretto da: Jason Priestley
- Scritto da: Rachel Langer

### Trama
Un arrivo dal quartier generale Lambda dà una speranza alla città per la prima volta da settimane. La società distribuisce forniture, promettendo di far evacuare tutti dall'isola a tempo debito. Mentre l'eccentrico giovane CEO Daphne Vikander si interessa molto di Roman, Landis sospetta che abbia progetti sgradevoli per il futuro della popolazione.

## Uniti dal dolore
- Titolo originale: The Pain Connection
- Diretto da: Michael Nankin
- Scritto da: Gemma Holdway, Sonja Bennet, Karen Lam

### Trama
I tentativi della Lambda di fare degli sperimentare sulla loro capsula confiscata vanno male quando un grottesco Paolo emerge dalla nave fantasma e scatena il caos su qualunque cosa si trovi sul suo cammino; inizia una caccia al mostro.

## Il banchetto
- Titolo originale: The Feast
- Diretto da: Jason Priestley
- Scritto da: Damon Vignale, Gemma Holdway, Karen Lam

### Trama
Landis e Billy cercano di dare un senso al manufatto del museo; Norm è impegnata con una Karla incinta che ospita un figlio fantasma. Le condizioni fisiche di Abigail si deteriorano spingendo Marilyn a rendersi finalmente conto che qualsiasi cosa ci sia dentro sua figlia non è normale.

## Non c'è più spazio all'inferno
- Titolo originale:There's No More Room in Hell
- Diretto da: Simon Barry
- Scritto da: Dennis Heaton, Gemma Holdway

### Trama
Mentre Daphne raccoglie il potere di cui ha bisogno per lanciare il suo test dell'acceleratore disordini civili scoppiano in città quando Doug prende a calci Winston fuori dal bar. Una folla insegue Roman, Landis, Billy e il McGrath-Dufresnes.

## La mia anima da salvare
- Titolo originale: ..My Soul to Keep
- Diretto da: Simon Barry
- Scritto da: Simon Barry, Gemma Holdway

### Trama
Mentre i fantasmi costruiscono una resistenza contro Roman, i sopravvissuti di Port Moore si preparano in vista della battaglia finale.